# Alasdair Neale
Alasdair Neale (*1962) es un director de orquesta británico residente en Estados Unidos.
Nació en Inglaterra y creció en Edimburgo, Escocia. Estudió en la Universidad de Cambridge y en Yale University donde estudió con Otto-Werner Müller. 
Reside en Estados Unidos desde 1983.
Fue director de la San Francisco Symphony Youth Orchestra durante doce temporadas y es actualmente el Principal Guest Conductor de la New World Symphony en Miami Beach y del Conservatorio de Música de San Francisco, donde reside.
Desde 1995 es el director general del Sun Valley Summer Symphony en Idaho y de la Orquesta Sinfónica del Condado de Marin (California).
Ha dirigido numerosas orquestas regionales e internacionales y como director del Festival de Sun Valley, Idaho es responsable por varias comisiones y estrenos mundiales.